# 秋枫

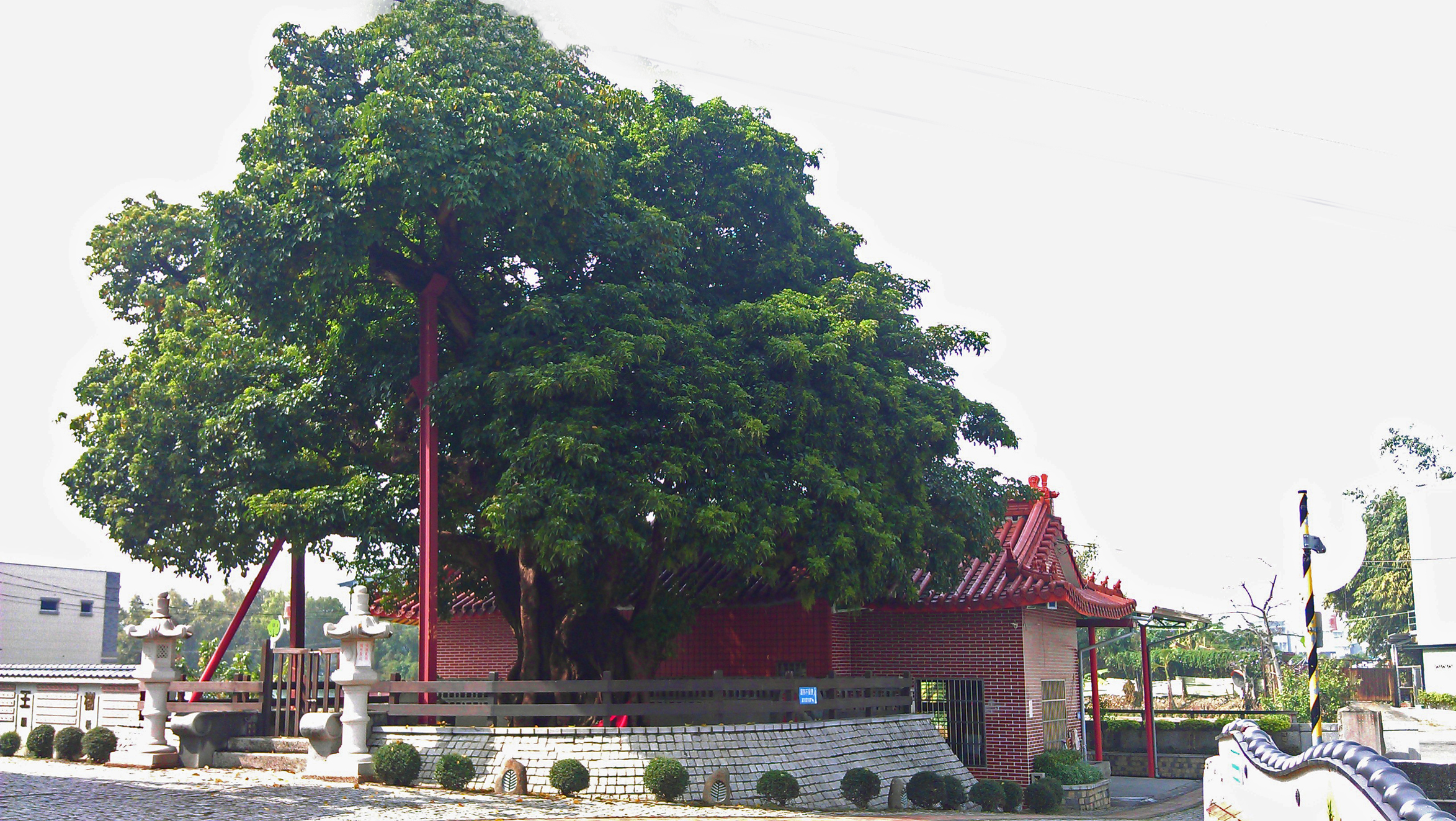
樹齡百年以上的台中市大里區樹王里涼傘樹王公

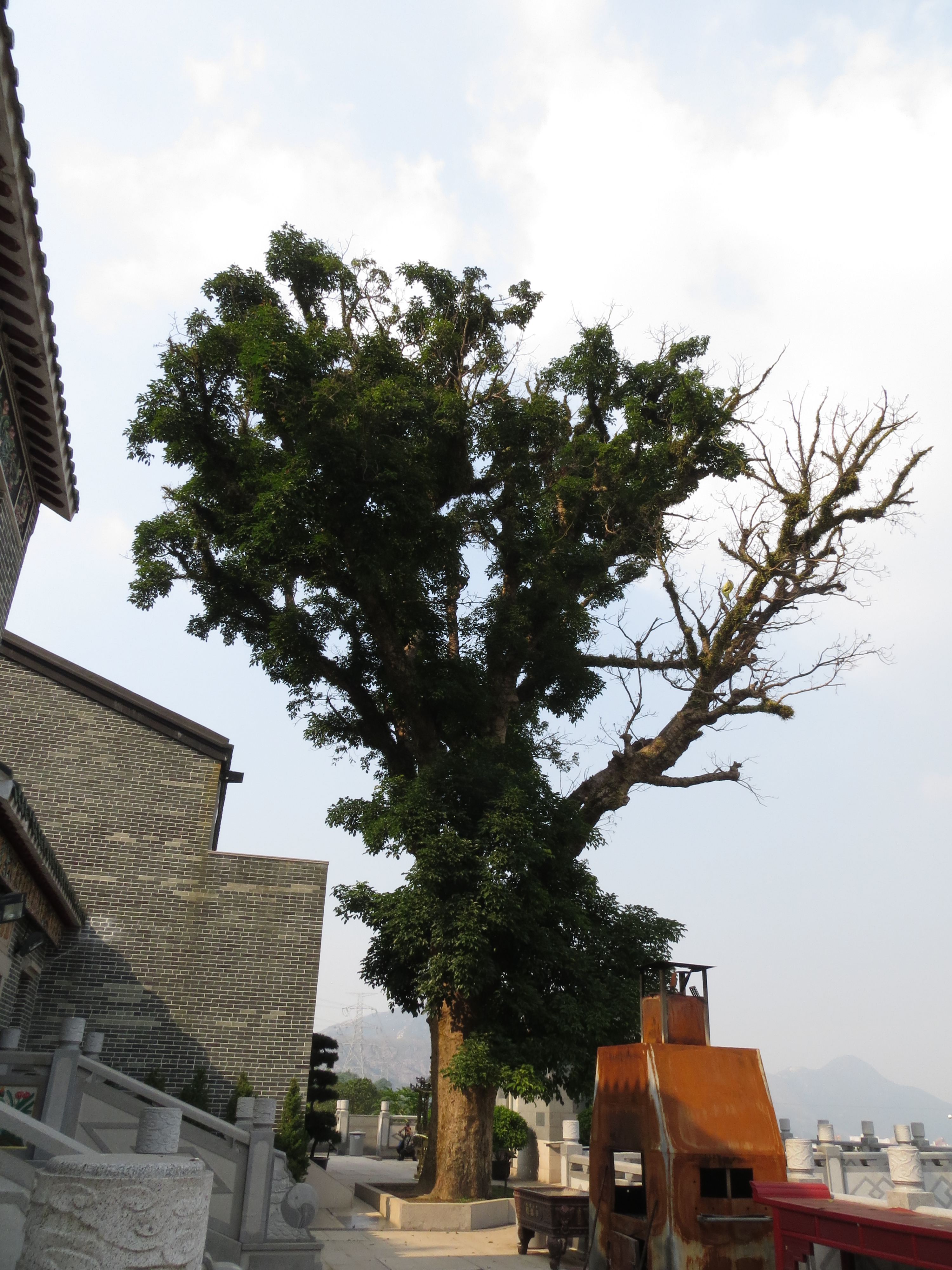
樹齡估計超過200年的香港青雲觀秋楓樹

秋枫（学名：Bischofia javanica），亦称秋风、茄苳／茄冬／加冬（台灣、福建，閩南語和華語皆音同「加冬」）、万年青树（云南元谋）、赤木（日本、山东、安徽怀宁）、秋风子（江苏）、木梁木（广西苍梧）、加当（南京），为葉下珠科重陽木属的常绿或半落叶大乔木。

## 形态
常绿或半落叶大乔木，树冠伞形宽阔，树高可达20-30米，树龄长可成树径粗壮的大树，是亚洲、大洋洲热带和亚热带之低海拔山麓平地常见树种；花期1-3月，果期8-12月。
- 树干直挺壮硕，树皮赤褐色粗糙不平会层状剥落，老树干上会有瘤状突起。
- 三出複叶，互生，小叶卵形或椭圆形，长7-15厘米，宽4-8厘米；叶面光滑，细锯齿缘，前端圆钝，却有尖突出。
- 雌雄异株，圆锥花序腋生，花小，淡黄绿色，无花瓣；雄花序多分枝，雌花序少分枝且常退化为单总状花序。
- 球形浆果，熟时为暗褐色，径0.8-1.2厘米，内含种子3-4枚；果熟期状似串串葡萄挂在枝顶。

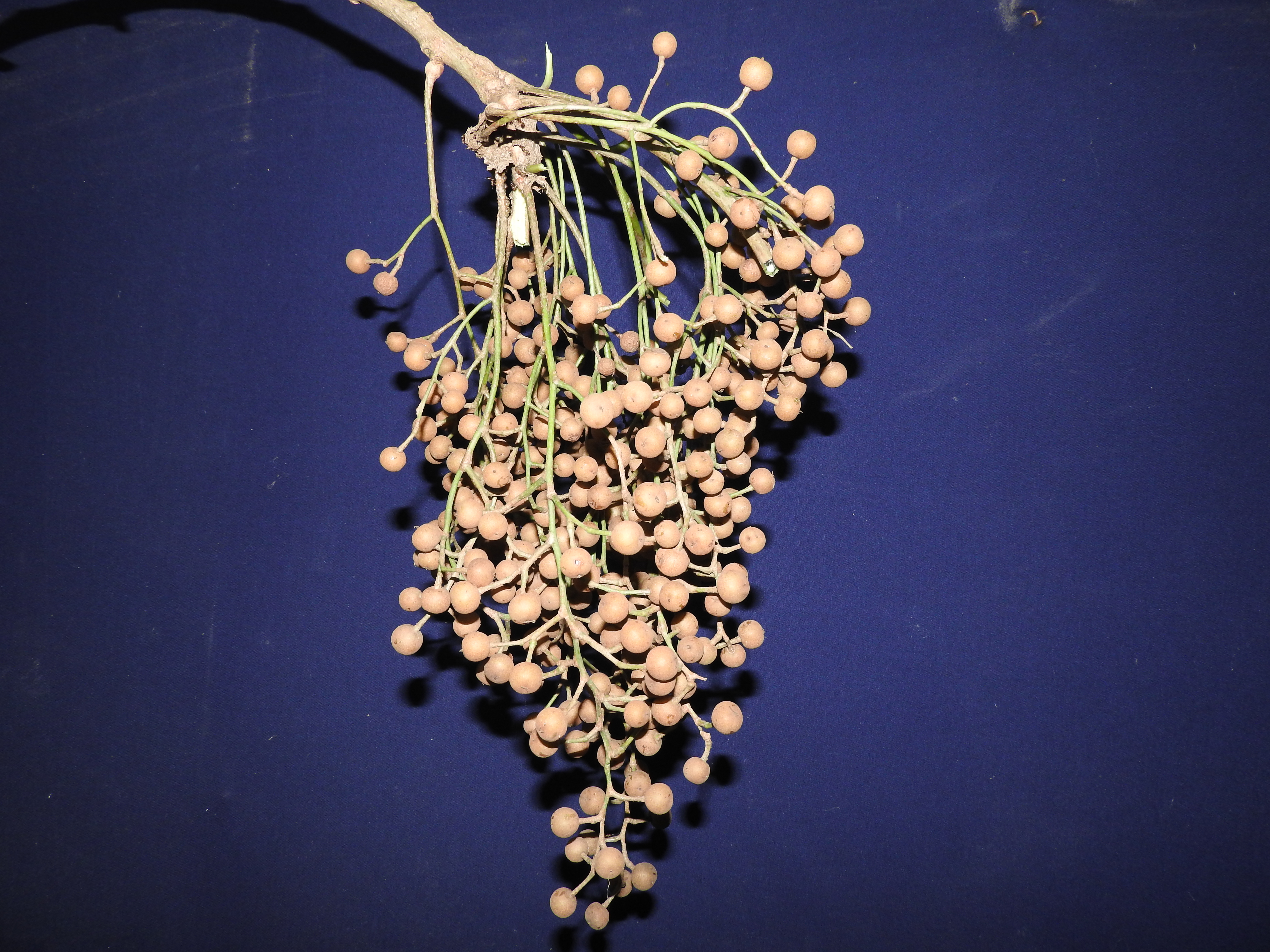
茄苳成串果實

## 分布
分布于印度尼西亚、澳大利亚、马来西亚、缅甸、老挝、泰国、越南、菲律宾、柬埔寨、日本、台灣、波利尼西亚、印度以及中国大陆的湖南、江西、陕西、湖北、海南、云南、贵州、四川、福建、江苏、安徽、河南、广西、浙江、广东等地，生长于海拔800米的地区，一般生长在山地潮湿沟谷林中。

## 用途
秋枫是優良行道樹或庭园树，抗風、抗污染、易栽培；木材坚硬、耐用，可供建筑、枕木、農具用途；根、皮、葉皆可作藥用；果實成熟時，是重要鳥類食餌，人類亦可醃漬食用；葉亦可用於料理、泡茶，一般將葉片塞入全雞雞腹中燉煮或窯烤以增加風味，如：茄苳蒜頭雞，另可將葉曬乾而代茶用。

## 在台灣
- 遍布全台各地，因此台灣有不少地方以茄苳（臺語：Ka-tang）為名，如：佳冬鄉、茄苳腳、茄苳、茄苳坑、茄苳林、茄苳湖、茄苳溪、茄苳景觀大道、茄苳交流道、茄苳里等。
- 也是台灣原住民邵族的聖樹，象徵祖靈和子孫世代繁衍。鄒族傳說天神「哈莫」（Hamo）用樹葉創造人類，其中茄苳樹葉變成平地人。
- 壽命長，可生長成巨樹，常成為民間信仰膜拜的樹公、樹王；見：臺灣各地茄苳公。